# Henschel DH 360
Die Typenreihe Henschel DH 360 ist eine dreiachsige Diesellokomotive mit Stangenantrieb, die für den mittleren Rangier- und Streckendienst konzipiert wurde. Von ihr wurden 14 Exemplaren von 1955 bis 1958 von Henschel in Kassel gebaut.
Viele Lokomotiven haben ein Dienstalter von über 60 Jahren erreicht. Einige Maschinen sind 2020 als Exponate bei Vereinen oder Museen erhalten. Die Lokomotiven sind Teil der 2. Generation der Henschel-Diesellokomotiven.

## Entwicklung
Ab Mitte der 1950er Jahre wurden die Fahrzeuge der 2. Generation, die sich äußerlich durch den Mittelführerstand von der Vorgängerbauart unterschieden, gebaut. Die Bezeichnung gab mit DH = Dieselhydraulische Lok und 360 = die Motorleistung in PS an.
Die Lokomotiven wurden vorrangig bei großen Betrieben zum Verschub sowie für Privatbahngesellschaften wie der Delmenhorst-Harpstedter Eisenbahn und der Schleswiger Kreisbahn für den Übergabedienst verwendet. Eine Lokomotive wurde an die Bundeswehr verkauft.

## Technik
Die Lokomotive mit Mittelführerstand besitzt zwei unterschiedlich große Vorbauten für Maschinenanlage und Hilfsbetriebe. Die Vorbauten sind leicht geneigt, die Führertische diagonal angeordnet, die Führerhausfenster geneigt und die eingezogenen Einstiegstüren diagonal angesetzt.
Den wassergekühlter Sechszylinder-Viertakt-Dieselmotor gab es in zwei Varianten, entweder den Henschel-Sulzer 6 LD 22 oder den RHS 335 S der Motorenwerke Mannheim. Beide leisteten 360 PS bei 600 Umdrehungen pro Minute. Der Motor befindet sich im größeren Motorvorbau. Das Strömungsgetriebe von Voith liegt unter dem Führerstand. Es ist ein Dreiganggetriebe, bestehend aus einem Anfahrwandler und zwei Strömungskupplungen. Dem hydraulischen Getriebe nachgeschaltet ist ein mechanisches Stufengetriebe für Rangier-/Streckengang und ein Wendegetriebe. Die Hilfsbetriebe wie die Batterieanlage sind im anderen Vorbau untergebracht. Die Kraftübertragung geschieht durch Stangenantrieb, wobei die Blindwelle direkt unter dem Führerstand liegt.
Die Lokomotive besitzt eine mehrlösige Bremse Bauart Knorr und eine pneumatische Besandungsanlage. Die Farbgebung der Lok wurde je nach Kundenwunsch ausgeführt.

## Einsatz

### Esso AG
Die Maschine mit der Fabriknummer 28636 wurde 1956 in explosionsgeschützter Ausführung für den Einsatz in feuergefährlichen Bereichen an die ESSO AG in Hamburg Harburg geliefert und war dort bis um die Jahrtausendwende im Einsatz. Sie wurde an die Dampfzug-Betriebs-Gemeinschaft e. V., Hildesheim,
Arbeitskreis Loburg abgegeben, wo sie vor den Museumszügen des Vereins zum Einsatz kommt.

### Schleswiger Kreisbahn
Die Lokomotive mit der Fabriknummer 28637 war zunächst Vorführlok bei Henschel und wurde an verschiedene Kunden ausgeliehen. 1957 kam sie zu den Schleswiger Kreisbahnen und wurde als V 34 bezeichnet. Die Lokomotive fuhr bis 1984 und wurde danach an die Museumseisenbahn Paderborn in Paderborn abgegeben. 1988 erfolgte die Abgabe an die Dampfeisenbahn Weserbergland, wo sie als V 8 bezeichnet wurde und bis zum Ablauf der Untersuchungsfristen 1991 im Einsatz blieb. Anfang der 2000er Jahre wurde die Lok an den Eisenbahnclub in Aschersleben weitergegeben.

### Delmenhorst-Harpstedter Eisenbahn
Die Lokomotive mit der Fabriknummer 28638 war zunächst ebenfalls Vorführlok beim Hersteller und wurde an verschiedene Gesellschaften vermietet. Sie war z. B. 1957 an die Marburger Kreisbahn vermietet, als sich die Entwicklung der V 66 verzögerte. Die Lok hatte bei der Marburger Kreisbahn schwarz-gelbe Warnstreifen am Rahmen, an der Pufferbohle und an den Vorbauten, was ihr den Spitznamen Kartoffelkäfer einbrachte.
Nach einem weiteren Mieteinsatz bei den dänischen Staatsbahnen DSB kam die Lok zur Delmenhorst-Harpstedter Eisenbahn, wo sie die Bezeichnung V 6 bekam. Die Lokomotive fuhr hier bis Mitte der 1990er Jahre, dann wurde sie an die Museumseisenbahn Jan Harpstedt weitergegeben, wo die Lok 2020 vorhanden ist.

### Bundeswehr
Die Lokomotive mit der Fabriknummer 28640 wurde 1956 an die Bundeswehr verkauft. Sie wurde in verschiedenen Munitions- und Gerätedepots eingesetzt, bis sie 2004 in Zeithain abgestellt wurde. Danach wurde sie vom Militärhistorischen Museum Dresden übernommen und steht im Erlebnisbahnhof Westerburg.